# Montalt (Camp de Morvedre)
Montalt és un despoblat al terme municipal d'Albalat dels Tarongers, a la comarca del Camp de Morvedre en la província de València. Va ser un llogaret del senyoriu d'Albalat de Tarongers i Segart (1379-1835). El despoblat és al Mont Alt o La Rodana, al costat del riu Palància, al marge dret. El cim de la muntanya és de litologia calcària i té una esquerda que la talla en direcció Est-Oest. S'aprecien gran quantitat d'estructures al cim de la muntanya, així com l'excavació d'una habitació pertanyent a la fase medieval del jaciment. Té una visibilitat àmplia i es poden apreciar els jaciments de l'edat del bronze (1600-1100 aC) del Barranc de Segart, el Barranc de la Maladitxa o de Sant Esperit i la conca del Baix Palància. El 30 d'agost de 1482, Jaume de Blanes va vendre Albalat dels Tarongers, Segart, Comediana i Montalt a Joan Castellens de Vila-rasa per 228.000 sous. La població de Montalt possiblement va quedar despoblada al segle xviii.